# Calguia defiguralis
Calguia defiguralis är en fjärilsart som beskrevs av Walker 1863. Calguia defiguralis ingår i släktet Calguia och familjen mott. Inga underarter finns listade i Catalogue of Life.